# Crocidura caspica
Crocidura caspica (Білозубка каспійська) — дрібний ссавець, вид роду білозубка (Crocidura) родини мідицеві (Soricidae) ряду мідицеподібні (Soriciformes).

## Поширення
Країни поширення: Іран, Азербайджан. Відомий тільки з пд.-зх. низовини узбережжя Каспійського моря в Ірані та Азербайджані.